# 100 uur voor KWF
100 uur voor KWF is een goededoelenactie van de Nederlandse publieke radiozender NPO Radio 2. De actie heeft als doel aandacht te vragen en geld op te brengen voor de KWF Kankerbestrijding collecteweek. De actie vond voor het eerst plaats in mei 2017. Sinds 2018 wordt het jaarlijks in de eerste week van september georganiseerd. Het ophalen van geld gebeurt via het verzamelen van directe donaties en het tegen betaling aanvragen van platen.

## Geschiedenis
De goededoelenactie vond zijn oorsprong in april 2016. Destijds maakte radio-dj Gerard Ekdom een radio-uitzending van 16 uur lang om zich in te zetten voor de KWF. In begin 2017 werd besloten om de actie uit te bereiden. In plaats van één dj zouden er meerdere dj's een 100 uur durende radio-uitzending wijden aan KWF Kankerbestrijding. Sindsdien draagt de actie de naam 100 uur voor KWF. De invulling van het evenement is elk jaar anders. Zo werd in 2017 de uitzending vanuit een rondreizende touringcar gemaakt, in 2018 vond de radio-uitzending plaats vanuit het huis van een van de radio-dj's en in 2019 werd de radio-uitzending vanaf een camping gemaakt.
In 2020 vond de actie op een parkeerplaats in Deventer plaats in de vorm van een drive-in. De actie kon zo conform de coronaregels op een verantwoorde wijze bezocht worden door luisteraars.

## Edities
| Jaar                               | Invulling                                                           | Locatie     |
| ---------------------------------- | ------------------------------------------------------------------- | ----------- |
| 2017 (mei)                         | Langs steden gaan met een touringcar genaamd De Radio 2 Collectebus | Rondreizend |
| 2018 (3 t/m 7 september)           | Radio-uitzending vanuit het huis van radio-dj Rob Stenders          | Almere      |
| 2019 (2 t/m 6 september)           | Radio-uitzending vanaf een camping                                  | Hoenderloo  |
| 2020 (31 augustus t/m 4 september) | Drive-in op een parkeerplaats                                       | Deventer    |